# Kaupunginlahti (sjö i Torneå, Lappland)
Kaupunginlahti är en sjö vid finsk-svenska gränsen. Den finländska delen ligger i kommunen Torneå i landskapet Lappland i Finland. Arean är 49 hektar och strandlinjen är 5,9 kilometer lång. Sjön  ingår i Torne älvs huvudavrinningsområde.   Den ligger omkring 100 kilometer sydväst om Rovaniemi och omkring 630 kilometer norr om Helsingfors. Den svenska delen ligger i Haparanda kommun i Norrbottens län.
Öster om Kaupunginlahti ligger Torneå.